# تيوفيلو رودريغيز
تيوفيلو رودريغيز (بالإسبانية: Teófilo Rodríguez)‏ هو مهرب مخدرات فنزويلي، ولد في 16 أغسطس 1971 في بورلامار في فنزويلا، وتوفي بنفس المكان في 24 يناير 2016.